# Suta de Movile
Suta de Movile este o arie protejată din apropierea Prutului, în Republica Moldova. Este amplasată în raionul Rîșcani, între satele Braniște și Cobani (raionul Glodeni), ocolul silvic Râșcani, Avrămeni-Nagornoe, parcelele 32, 65; Petrușeni, parcelele 26-31. Are o suprafață de 1.072 ha. Obiectul este administrat de două organizații: Gospodăria Silvică de Stat Glodeni (657 ha) și Întreprinderea Agricolă „Braniște” (415 ha).
Rezervația prezintă o mulțime de movile cu înălțimea de 15-30 m pe terase în apropierea Prutului. Versantul abrupt este împădurit. Are multe izvoare, mlaștini și a fost declarată monument al naturii.
În 2012, Poșta Moldovei a emis un timbru cu valoarea nominală de 4,20 lei care reprezintă o vedere generală a rezervației.

## Clasificare

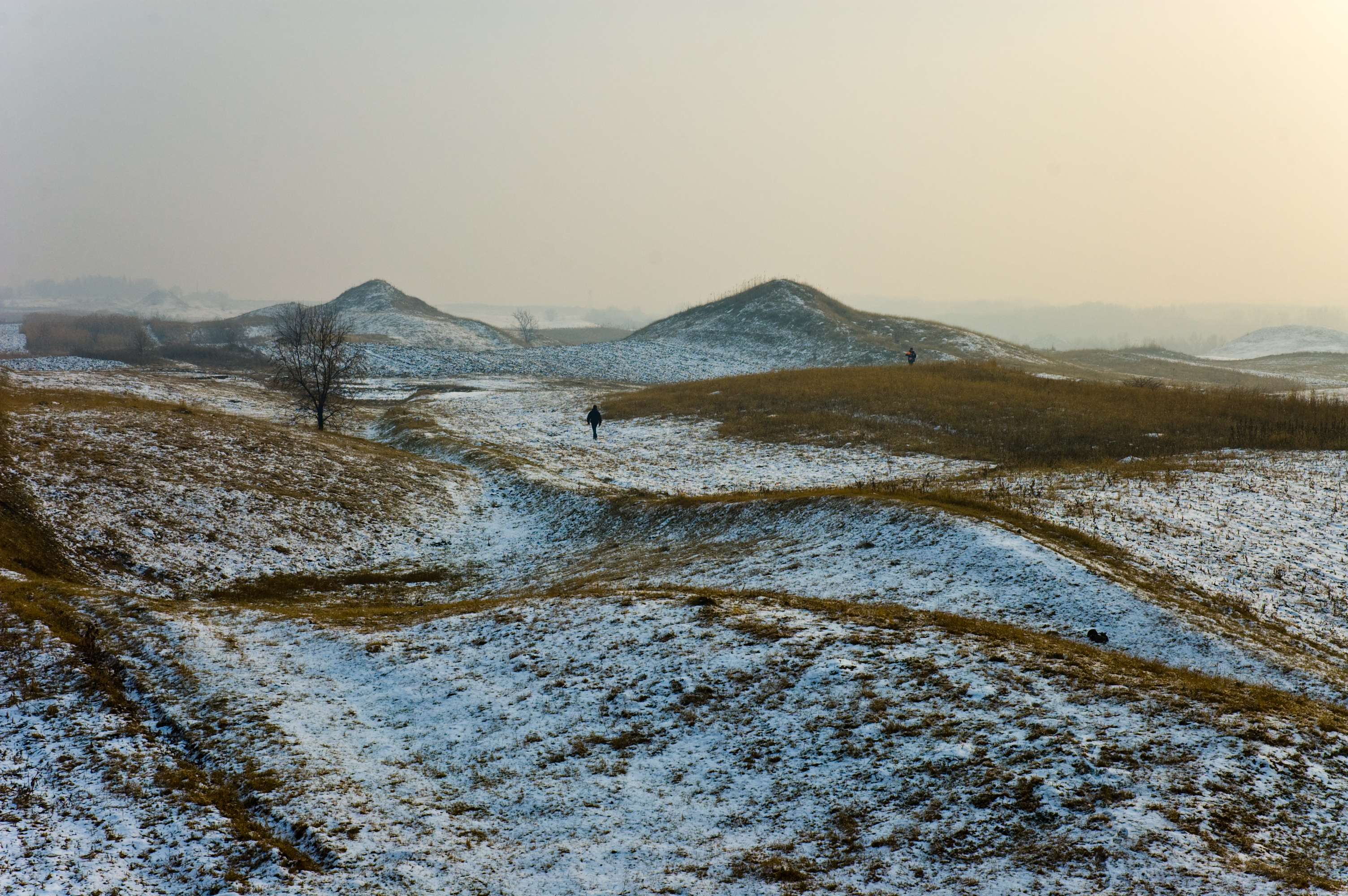
Suta de Movile (2005)

Rezervația este încadrată în etajul de cvercete cu stejar (FD1) cu tipul de stațiune deluros de cvercete cu stejar pedunculat, platouri, versanți cu pante mici de bonitate mijlocie și superioară, soluri cenușii, edafic mare.
Au fost identificate două tipuri de pădure:
- stejăret pe platouri din regiunea de deal de productivitate mijlocie;
- stejăret cu cireș de productivitate mijlocie.

## Geologie

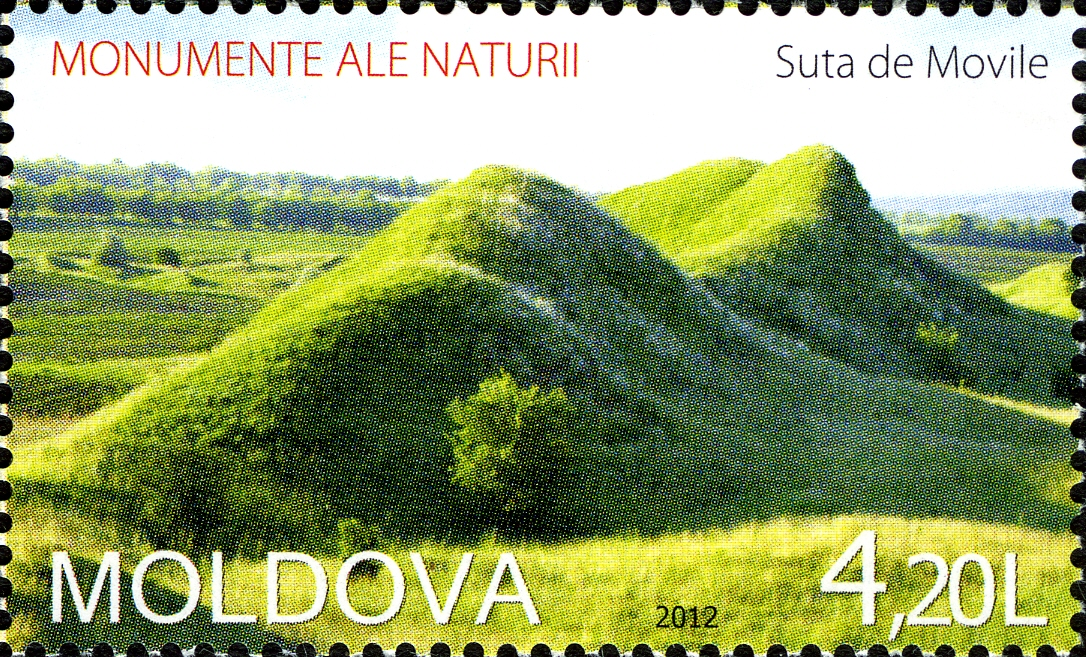
Suta de Movile ilustrată pe un timbru poștal din Republica Moldova

„O Sută de Movile” prezintă un peisaj de o mare valoare științifică și estetică. Unii savanți au remarcat că „O Sută de Movile” („Centum Monticuli” după Dimitrie Cantemir) este unicul loc din Europa unde sunt concentrate intr-un număr atât de mare recife submarine ale Mării Mediterane - bazin de apă terțiar, ce acoperea vreo 20 milioane de ani în urmă teritoriul de azi al Republicii Moldova. Alți savanți consideră că movilele s-au format datorită alunecărilor de teren și prăbușirilor.
„Se spune că aici au avut loc bătălii crâncene pe acest imens câmp. Biruitorii și-au îngropat eroii, ridicand aceste movile: pentru cei de rând - mai mici, pentru căpetenii - mai mari”.
Acest peisaj unic este situat pe versantul văii Prutului, la sud-sud-est de satele Braniște și Avrămeni din raionul Rîșcani. „O Sută de Movile” are o lungime de 8 km și o lățime de 2,3-1,7 km, iar originalitatea lui este imprimată de mulțimea microformelor de relief - peste 3500 de movile, cu precădere alungite, pronunțate, cu pante abrupte și înălțimi de la 1-3 m până la 30 m („Movila Țiganului”).
Peisajul cuprinde 6 terase ale Prutului, marcate de la altitudinea de 50-60 m a luncii până la 160-170 m a versantului și se desfășoară pe o suprafață de cca 1600 ha. Fâșiile dintre rândurile de movile sunt ușor vălurite. Movilele și rândurile formate de ele sunt paralele cu lunca Prutului.

### anul 1980

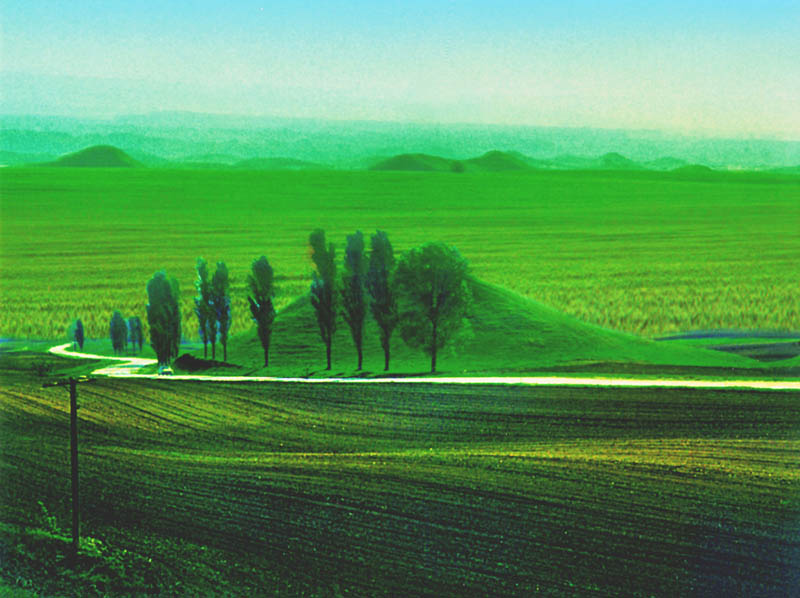
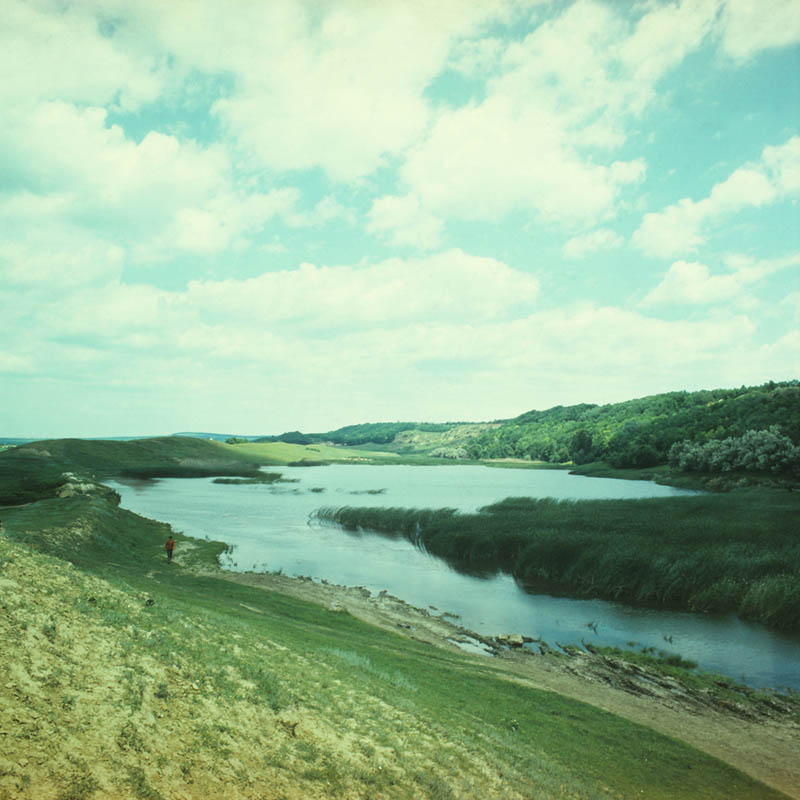
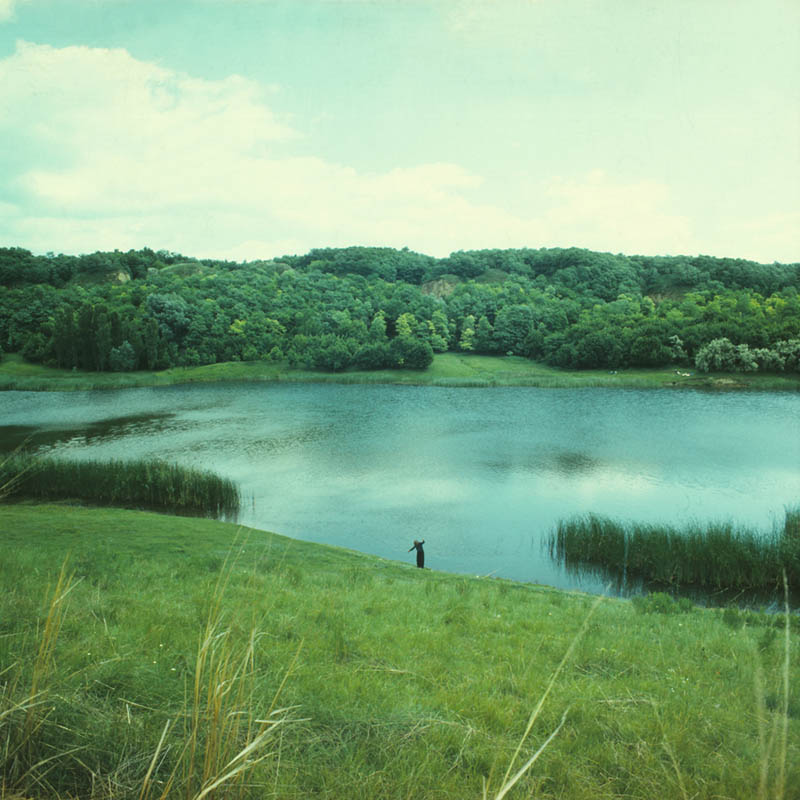
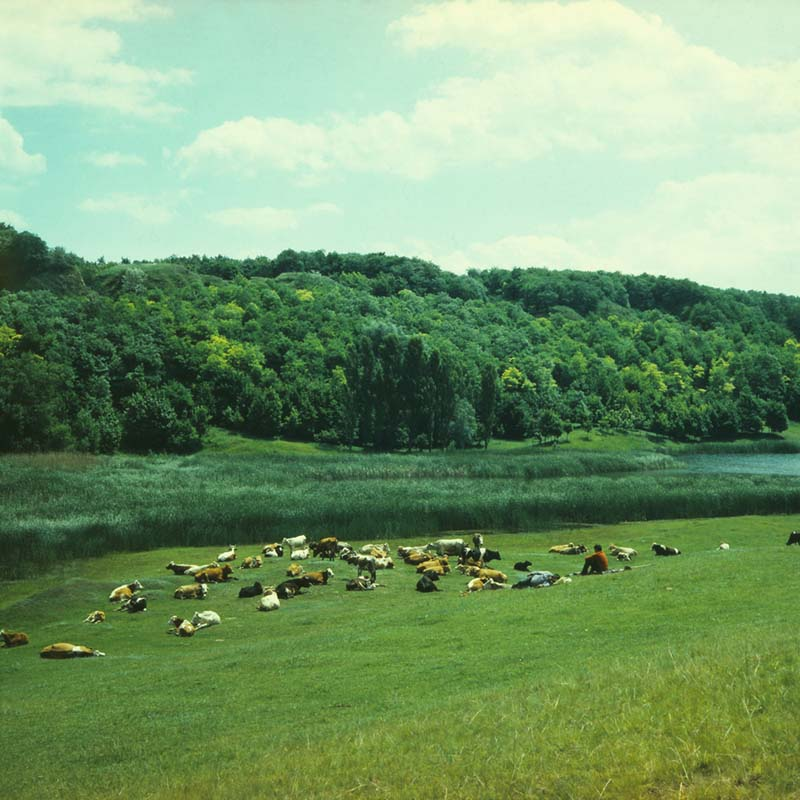
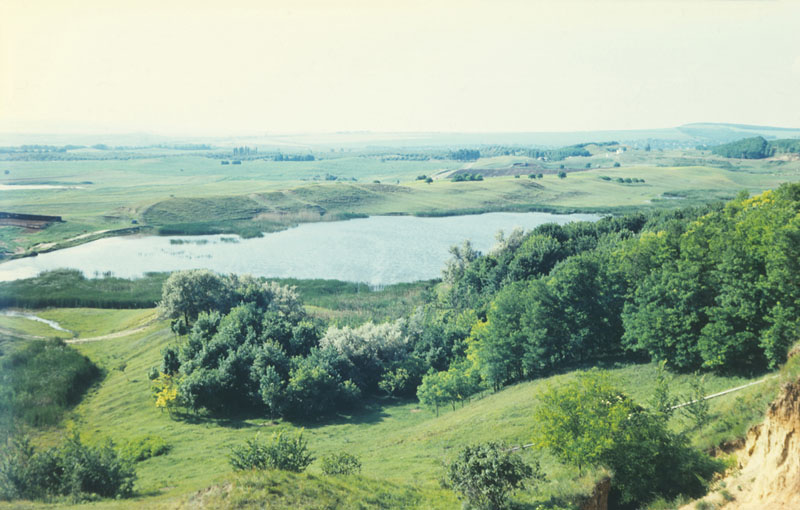

### prezent

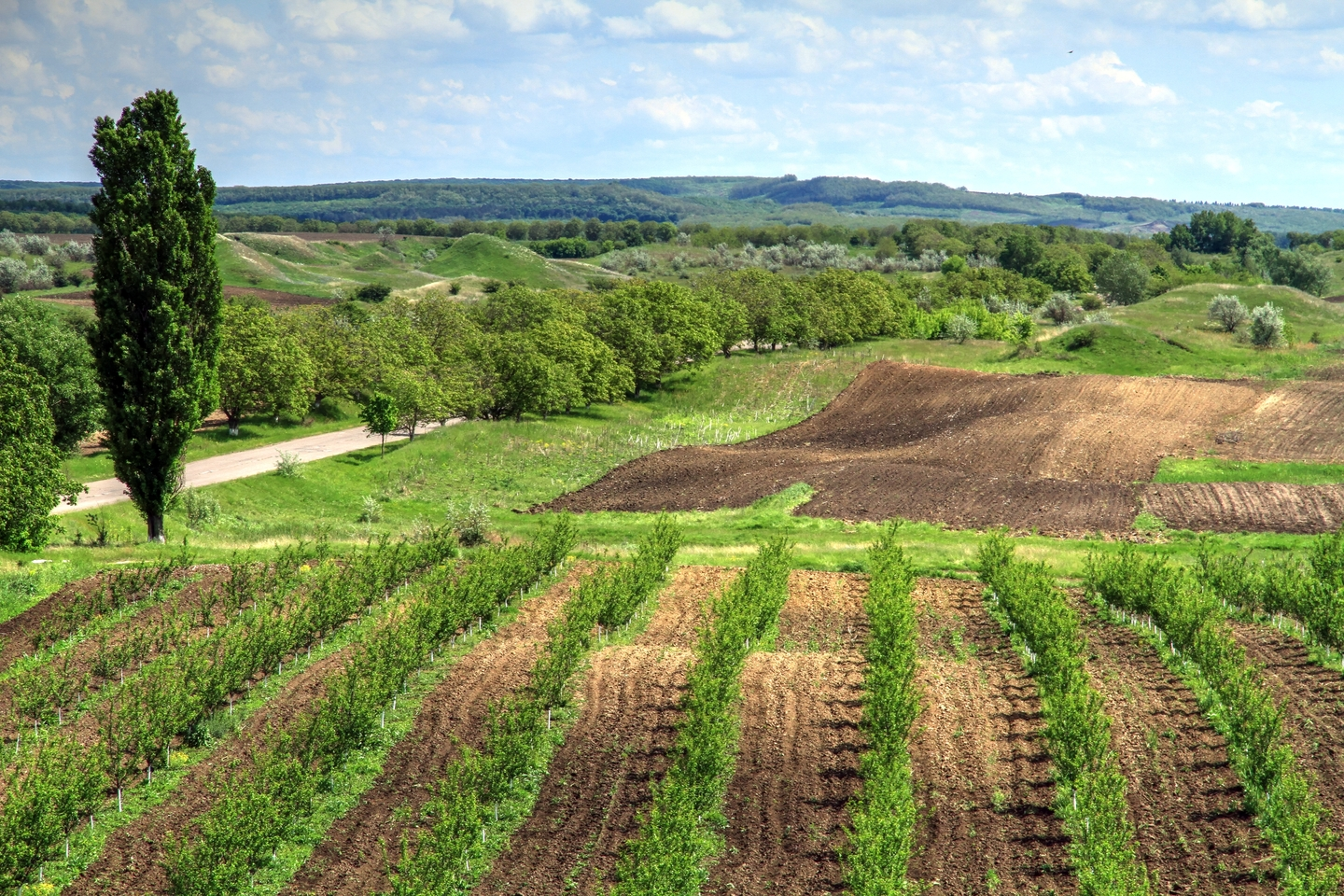
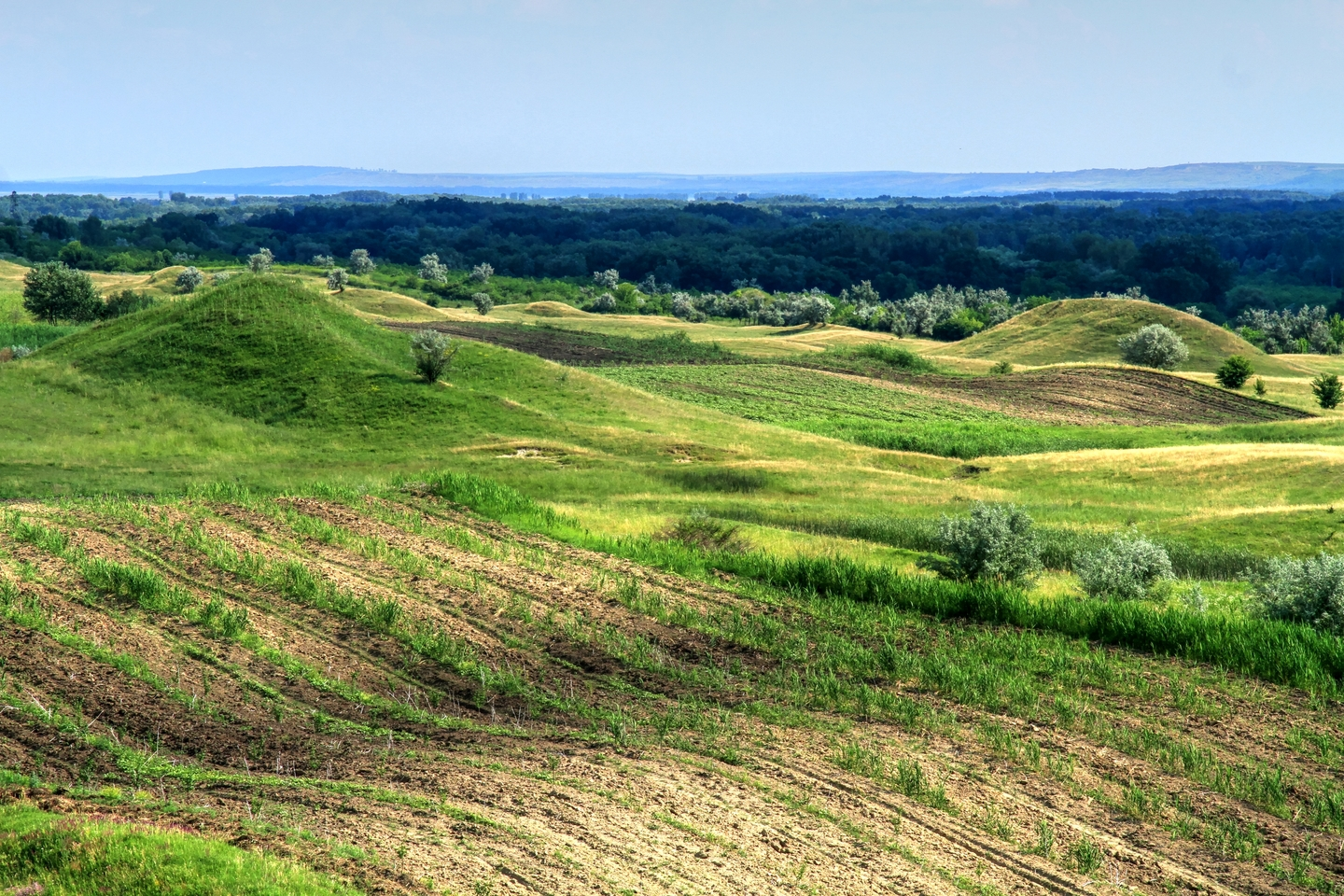
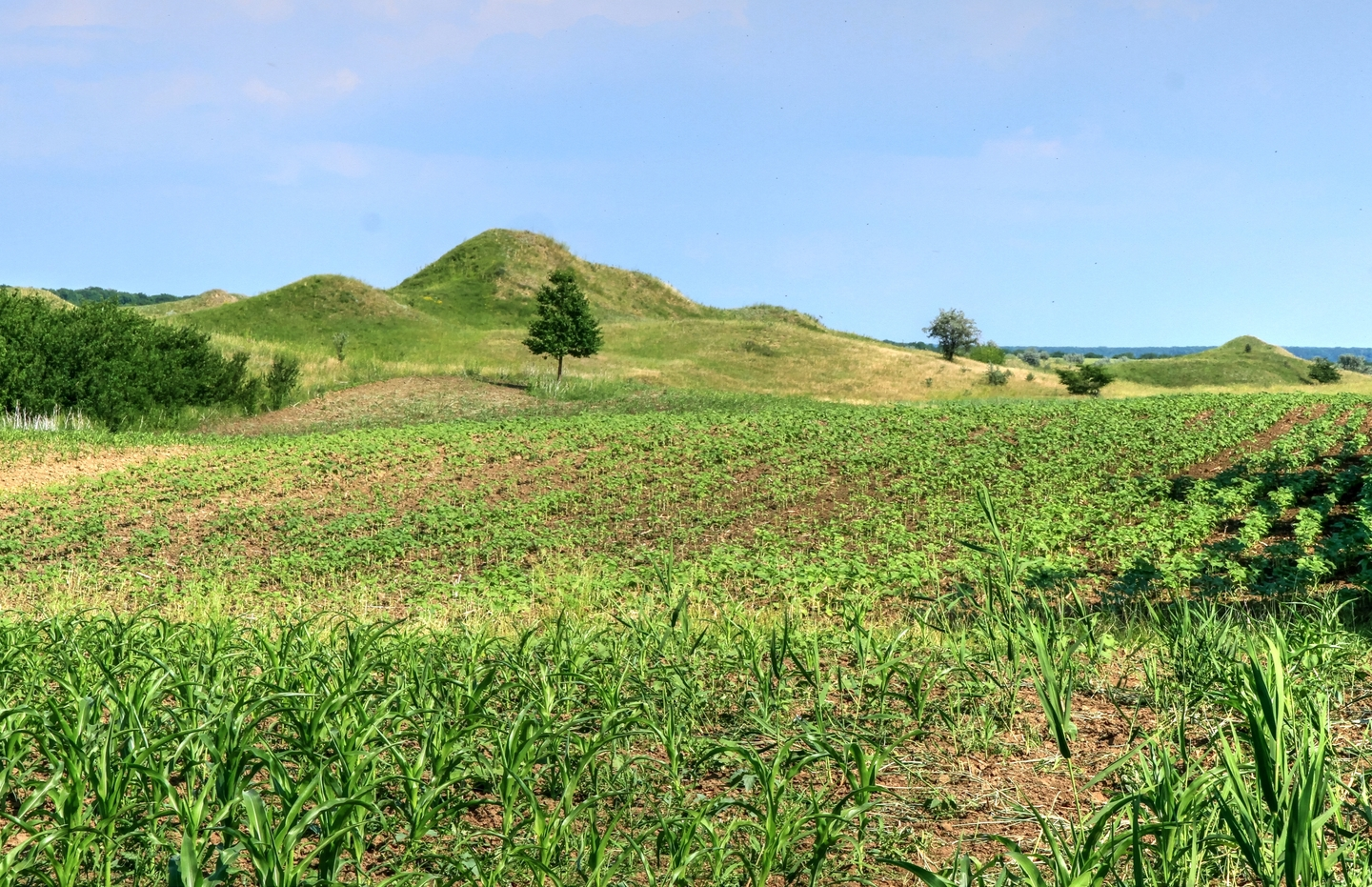
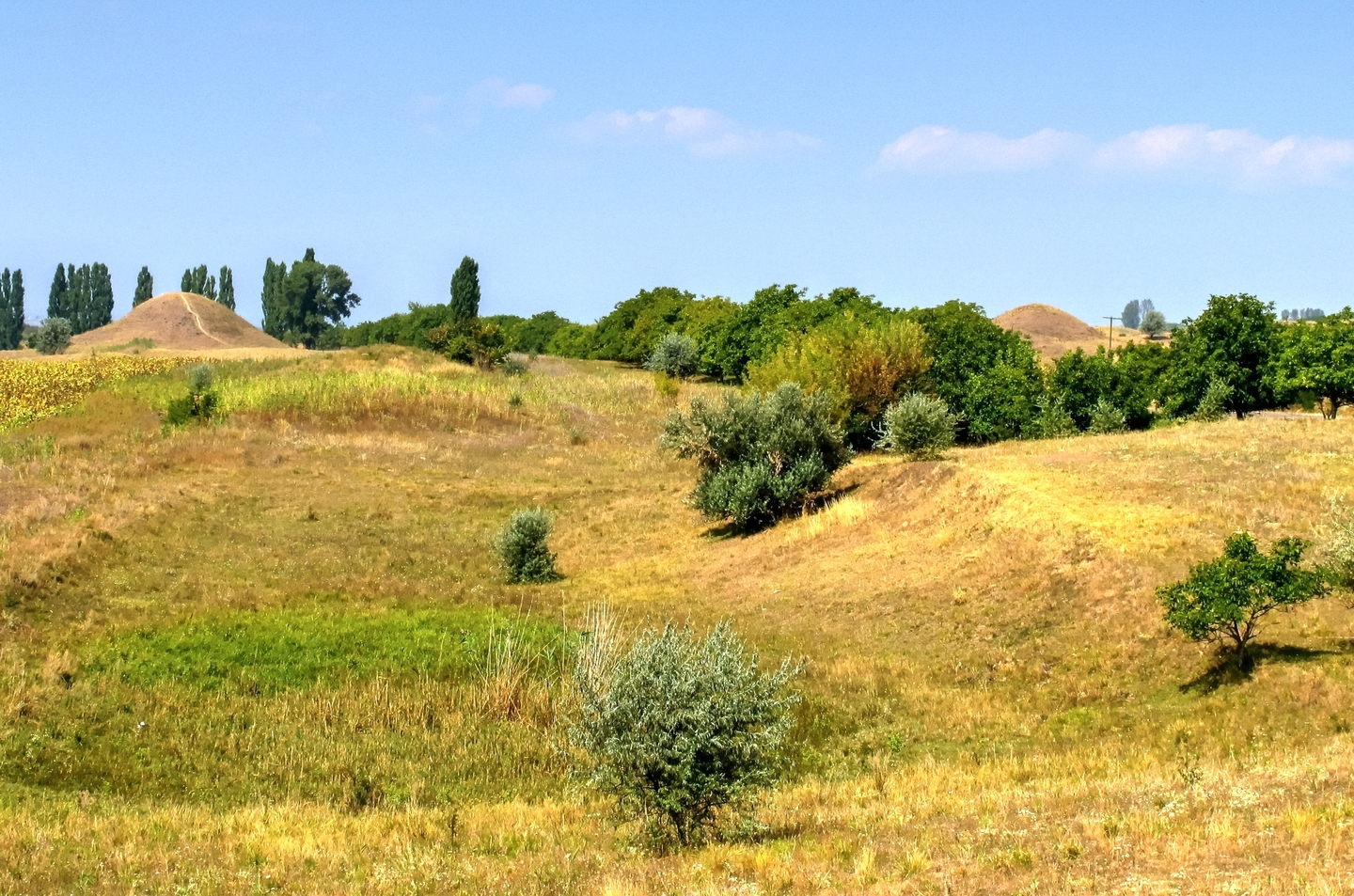
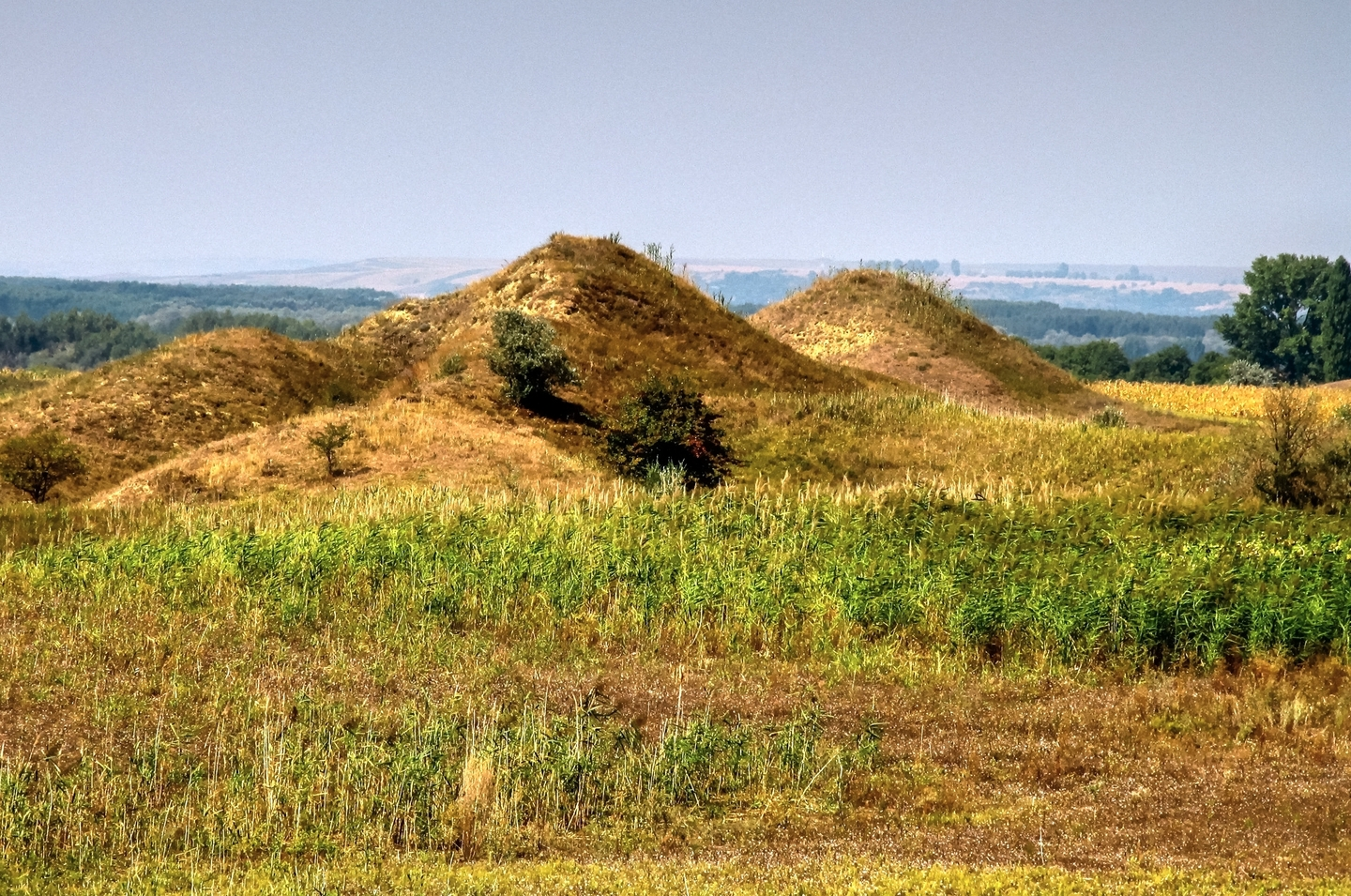
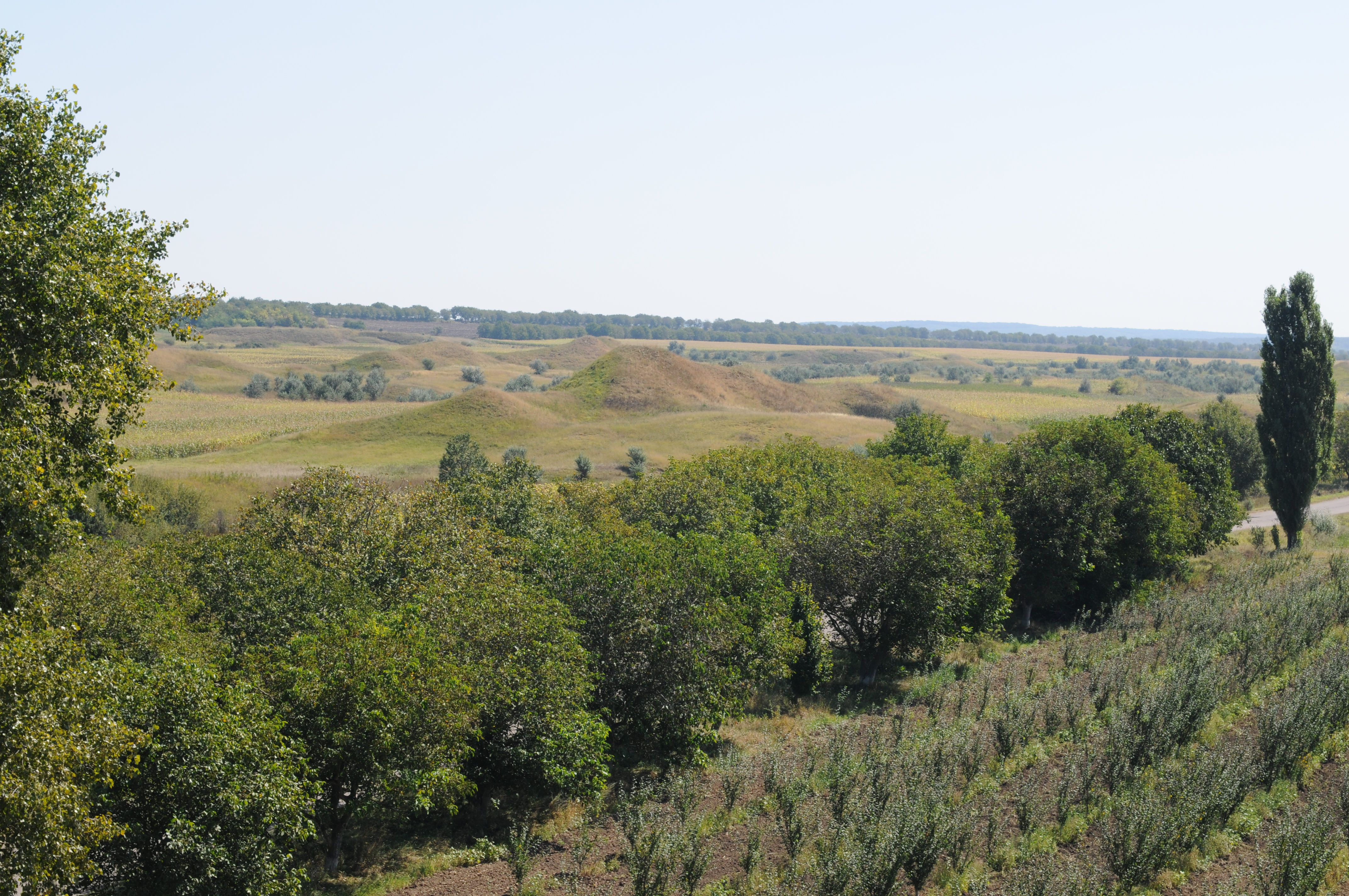